# Soledad (El Paraíso)
Pour les articles homonymes, voir Soledad.
Soledad est une municipalité du Honduras, située dans le département de El Paraíso. Elle est fondée en 1826. La municipalité de Soledad comprend 8 villages et 124 hameaux.

## Crédit d'auteurs
- (en) Cet article est partiellement ou en totalité issu de l’article de Wikipédia en anglais intitulé « Soledad, El Paraíso » (voir la liste des auteurs).